# Sherlock Holmes e la perla della morte
Sherlock Holmes e la perla della morte (The Pearl of Death), o semplicemente La perla della morte, è un film del 1944 per la regia di Roy William Neill, nona pellicola gialla basata sul personaggio di Sherlock Holmes della serie interpretata dalla coppia Basil Rathbone-Nigel Bruce e prodotta da Universal Studios.
È liberamente ispirato al racconto L'avventura dei sei napoleoni (The Adventure of the Six Napoleons), una delle storie contenute nella raccolta Il ritorno di Sherlock Holmes (1905) di Arthur Conan Doyle.

## Trama
Il boss criminale Giles Conover ruba la famosa "Perla dei Borgia" dal Royal Regent Museum, proprio sotto il naso di Holmes e Watson, ma una volta fermato, la perla non gli viene rinvenuta addosso, pertanto egli viene rilasciato.
Successivamente, Holmes ha notizia di un omicidio apparentemente senza movente. Un anziano colonnello dell'esercito è stato trovato morto con le vertebre spezzate in un mare di frammenti di porcellana distrutti. Holmes, subito attirato da quest'ultimo curioso particolare, ricorda come queste fossero le modalità con cui uccideva il mostro di Hoxton, noto per essere uno degli uomini di fiducia di Conover.
Viene nel frattempo commesso un nuovo omicidio, una vecchia signora, anch'ella trovata cadavere in un mare di porcellana rotta. Conover fa due tentativi di uccidere Holmes, dal che l'investigatore deduce che nemmeno Conover ha la perla e che sta cercando disperatamente di recuperarla.
Dopo il terzo omicidio, Holmes trova il filo conduttore: la presenza nelle tre case di un busto identico di Napoleone in porcellana. Conover, inseguito dalla polizia, si era recato in un laboratorio dove questi pezzi d'artigianato venivano prodotti, e aveva introdotto la perla in uno dei busti ancora freschi in lavorazione.
Conover e l'assassino giungono nella casa del proprietario dell'ultimo busto, dove si trova già Holmes travestito da proprietario. Trovandosi alle strette, Holmes fa leva sul "mostro" convincendolo che il suo capo Conover sta facendo di tutto per allontanarlo dalla giovane Naomi Derek, di cui egli è segretamente innamorato, ma che lei respinge per il suo aspetto. Il mostro pertanto si rivolta contro Conover e lo uccide, tentando di fare lo stesso con Holmes, che però riesce a uccidere il suo aggressore. Holmes rompe infine l'ultimo busto e ritrova la perla "col sangue di altre cinque vittime sulla sua storia".